# Румянцево (Болгария)
Румянцево (болг. Румянцево) — село в Болгарии. Находится в Ловечской области, входит в общину Луковит. Население составляет 801 человек.

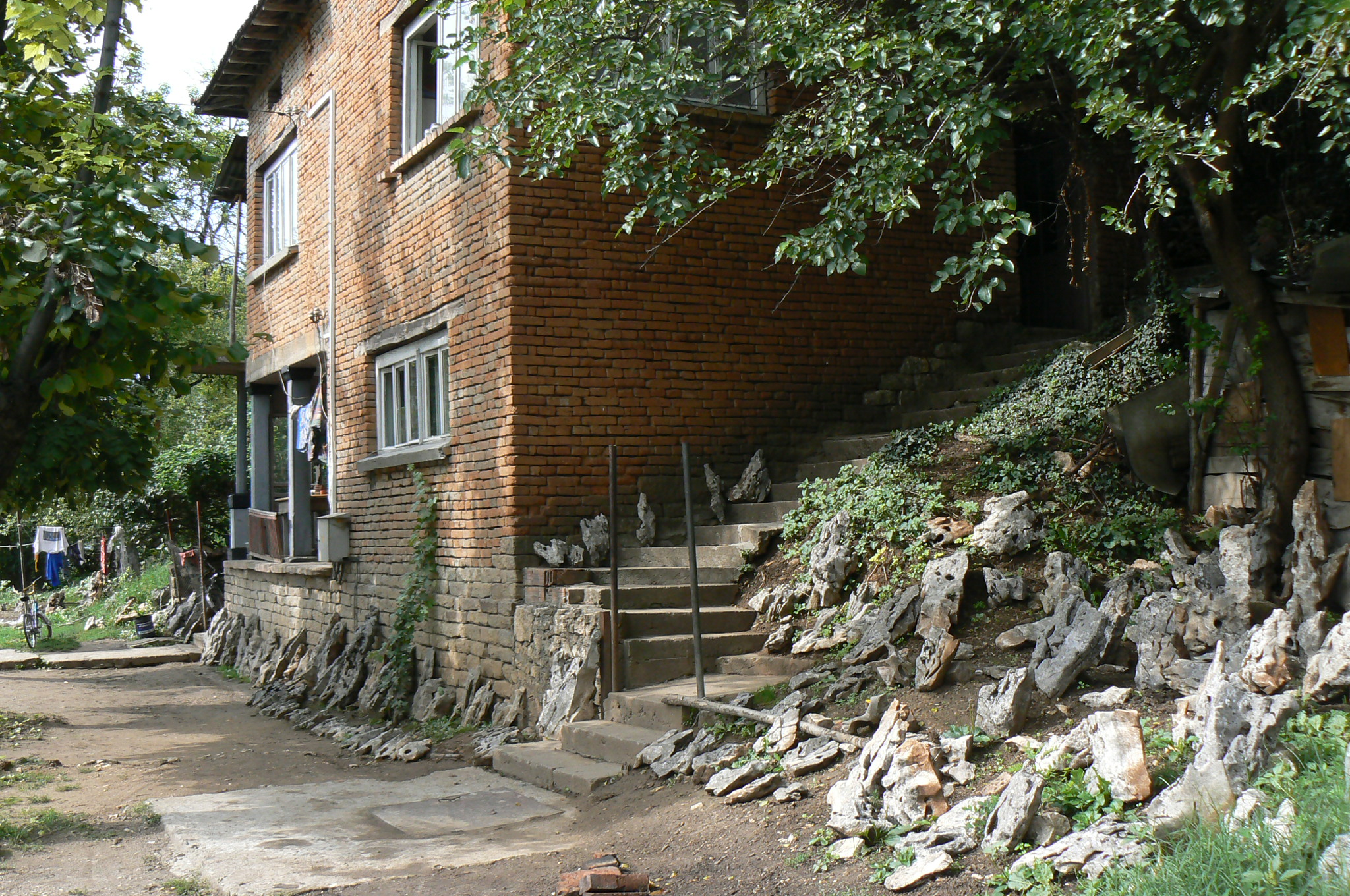

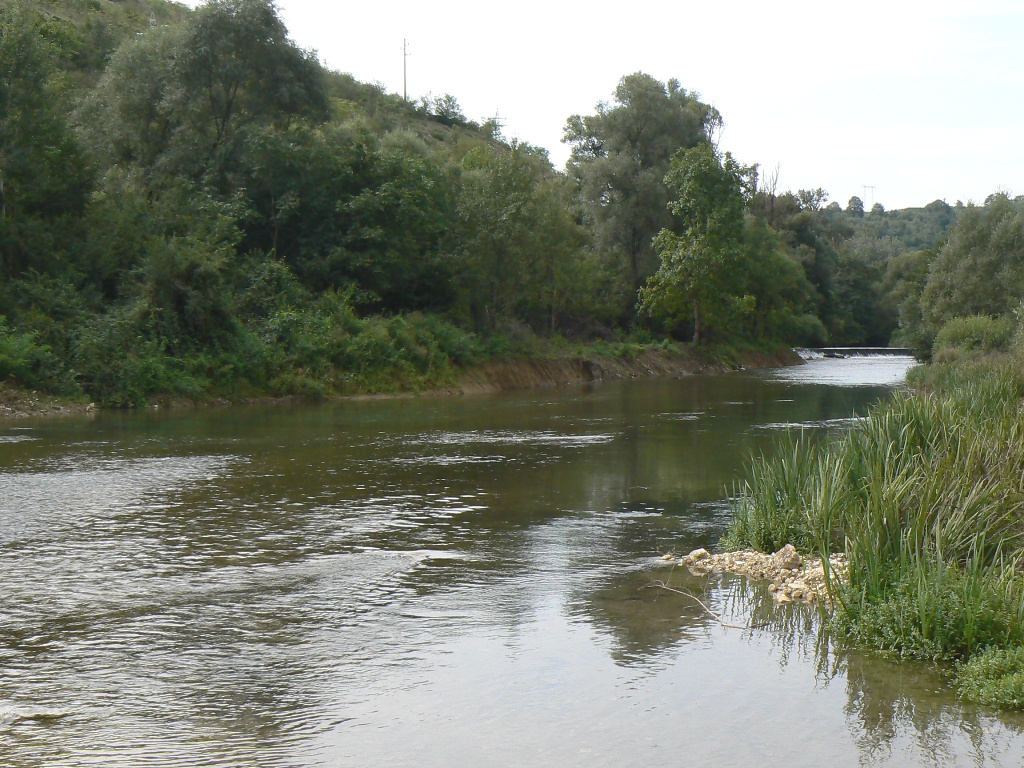

## Политическая ситуация
В местном кметстве Румянцево, в состав которого входит Румянцево, должность кмета (старосты) исполняет Диян Вацов Вацов (независимый) по результатам выборов правления кметства.
Кмет (мэр) общины Луковит — Петыр Георгиев Нинчев (независимый) по результатам выборов в правление общины.